# Невеска
Нѐвеска (понякога книжовно Невеста, изписване до 1945 година: Невѣска; на гръцки: Νυμφαίο, Нимф̀ео, катаревуса: Νυμφαίον, Нимф̀еон, до 1926 година Νέβεσκα, Н̀евеска, на румънски: Nevesca) е село в Гърция, част от дем Суровичево (Аминдео), област Западна Македония с жители, мнозинството от които са власи.

## География
Невеска е разположено на около 50 километра южно от град Лерин (Флорина) в югоизточните поли на планината Вич (Вици).

## История

### В Османската империя
Селото се споменава за пръв път в османски дефтер от 1481 година под името Невеска с 6 домакинства.
В османски данъчни регистри на християнското население от вилаета Филорине от 1626 – 1627 година е отбелязано, че Невеска има 94 джизие ханета (домакинства).
В 1867 година е построена голямата църква „Свети Николай“. В 1874 година в Невеска е построена видната къща на Петрос Мердзис, която днес е защитен паметник.
В XIX век Невеска е голяма влашка паланка. В 1848 година руският славист Виктор Григорович описва в „Очерк путешествия по Европейской Турции“ Невеска като влашко село. В „Етнография на вилаетите Адрианопол, Монастир и Салоника“, издадена в Константинопол в 1878 година и отразяваща статистиката на населението от 1873 година, Невеска е посочено два пъти – веднъж като Невеска (Néveska) градче в Леринска каза с 500 домакинства и 1300 жители власи и втори път под името Невесна (Névesna) като градче в Костурска каза с 250 домакинства и 900 жители власи. Изследователят на арумъните Густав Вайганд пише, че в градчето живеят 2000 души власи. В 1889 година Стефан Веркович (Топографическо-этнографическій очеркъ Македоніи) пише за Невеска:
| „ | На четири часа и половина на изток от Клисура и на 3 часа и половина на север от Михово [Лехово] се намира друго малко градче Невеска. В него има 250 – 280 къщи, които плащат 22300 пиастри данък. Жителите на това градче в по-голямата си част се занимават с търговия или – подобно на клисурци – пътуват по гурбет. Невеска е известна с храбростта на жителите си, които всяват страх в околните християни и турци. Макар градчето да е разположено на плато, почвата му е негодна за земеделие, но има добри пасбища и обширни гори. Тук има три църкви с един свещеник, едно общо и едно гръцко училище. | “ |

„Невеска има нѣщо 500 кѫщи, всички почти двуетажни, съградени отъ камъкъ и покрити съ плочи.
Човѣкъ може да забѣлѣжи веднага, че жителитѣ не сѫ бѣдни. Това впечатление се осилва още повече, вогато се прѣстѫпи вѫтрѣ въ кѫщитѣ. Като се изкаче човѣкъ по стълбата излиза на единъ чардакъ, дѣто има четире врати, за четиртѣхъ стаи, а въ дъното на чардака има друга стълба, която води на горния етажъ, който е распрѣдѣленъ тъй сѫщо, както и долния. Чардакътъ е обикновеното мѣсто за фамилията, дѣто нѣкой пѫть се приематъ посѣщенията, ако нѣма особенна стая затова; но въ повечето кѫщи има приемна стая.
Изобщо, спорѣдъ нашитѣ понятия, стаитѣ сѫ слабо наредени. Всичкитѣ почти сѫ послани съ черги, на които се обръща голѣмо внимание, а покрай стѣнитѣ сѫ послани мендерлици. Стѣнитѣ сѫ нашарени, таванътъ е варосанъ, а потонътъ чисто истърканъ. На всѣкѫдѣ се забѣлѣзва голѣма чистота и по-добра не може да се желае. Тука и почти въ всичкитѣ влашки села не забѣлѣжихъ никакви гадости и то, може би, е затова, че мѣстото е много високо.
Жителитѣ сѫ повече търговци въ Египетъ и Влашко и се завръщатъ въ селото само прѣзъ лѣтнитѣ мѣсеци, за да прѣкаратъ въ хладния и здравъ климатъ. Расположени въ нѣкое хубаво мѣсто на ливадата или покрай нѣкой изворъ, тѣ прѣкарватъ врѣмето си повече въ игране на карти. Земледѣлие нѣматъ, а само скотоводство. Почти всѣка кѫща си има по една крава, а нѣкои иматъ цѣли стада овце.
Продукти за хранене се докарватъ въ недѣлнитѣ дни отъ българетѣ. Не се забѣлѣзва недостатъкъ въ нищо и се увѣрихъ въ това отъ многото покани, каквито ми бѣха направени за обѣдъ и вечеря. За поздравление на гоститѣ се явява жената и тя пакъ се грижи за яденето, а момичетата, щомъ сѫ достигнали дванайста година, не се явяватъ. Около тазо со възрасть повечето отъ тѣхъ се и згодяватъ.
Всячески се стараеха да ми угодятъ и услужатъ. Прѣди да си тръгна отъ селото устроиха едно увеселение въ гората. Въ околностьта на единъ изворъ, тѣ построиха единъ павилионъ отъ дървета и опекоха два овна на шишъ. Освѣнъ мѣсото, изяде се много баница, и се испи голѣмо количество вино. Наконецъ, ударихме му и едно хоро въ ливадата. Влахътъ е умѣренъ, но сѫщеврѣменно е и много веселъ щомъ му се удаде случай. Менѣ ми се струва, че той пó може да яде, отколкото да пие.“
Според статистиката на Васил Кънчов („Македония. Етнография и статистика“) в 1900 година в Невеска живеят 2300 жители власи.
На Етнографската карта на Битолския вилает на Картографския институт в София от 1901 година Невеска е чисто влашко село в Леринската каза на Битолския санджак с 450 къщи.
Почти цялото население е вярно на Цариградската патриаршия и в градчето функционират основно и средно гръцко училище. Според патриаршеската статистика в Невеска има 360 патриаршистки и 40 румънеещи се семейства, а според други гръцки данни – 360 патриаршистки семейства и 100 румънеещи се. По данни на секретаря на Българската екзархия Димитър Мишев („La Macédoine et sa Population Chrétienne“) в 1905 година в Невеска има 2300 власи и работя по едно прогимназиално и едно основно гръцко и влашко училище.
По време на Илинденското въстание на 12 август 1903 година Невеска е освободено за кратко от четите на българските въстаници Васил Чекаларов, Пандо Кляшев, Никола Андреев и Марко Иванов. Невеска е обкръжена на 12 август от три страни от костурските чети, а от север – от леринските, общо 2000 души. През нощта на 12 срещу 13 въстаниците подпалват казармата и подоколийското управление и унищожават телеграфната станция и се изтеглят. На другия ден в Невеска, тържествено посрещнати от населението, пристигат войводите Георги Попхристов, Христо Настев и Михаил Чеков, които правят събрание в голямата Мисирлиева къща, на което Попхристов говори за целта на въстанието, за равенство, братство и свобода и автономия. Събрани са 85 лири за въстаниците и е уредена градска комисии за управление на града.
След разгрома на въстанието, селото се превръща в крепост на гръцката въоръжена пропаганда в Македония.
В първите дни на април 1908 година властта претърсва селото, като обиските са съпроводени с изтезния и насилие.
При избухването на Балканската война в 1912 година един човек от Невеска е доброволец в Македоно-одринското опълчение на Българската армия.
На етническата карта на Костурското братство в София от 1940 година, към 1912 година Невеска е обозначено като влашко селище.

### В Гърция
През войната градчето е окупирано от гръцки части и остава в Гърция след Междусъюзническата война. Боривое Милоевич пише в 1921 година („Южна Македония“), че Невеска има 500 къщи власи християни. В 1926 година името на паланката е преведено на гръцки като Нимфеон. Статистиката от 1932 година показва 369 семейства, „всичките румъноговорещи“, от които 15 с „изявено румънско съзнание“. В периода 1939 – 1940 година функционира и румънско училище. В 1945 в селото има 976 души, 40 от които румънеещи се. Градчето пострадва силно от Гръцката гражданска война. След нея населението му спада драстично.
| Име           | Име             | Ново име        | Ново име           | Описание                                                |
| ------------- | --------------- | --------------- | ------------------ | ------------------------------------------------------- |
| Бутари        | Μπουντάρι       | Вриси ту Бутари | Βρύση του Μπουτάρη | извор на СИ от Невеска                                  |
| Лепуса        | Λαπούσα         | Лапатотопос     | Λαπαθότοπός        | връх във Вич на СИ от Невеска (1439 m)                  |
| Хасанова чука | Χασανόβα Τσούκα | Аерорахи        | Άερορράχη          | връх във Вич на СИ от Невеска и на З над Айтос (1183 m) |
| Гораде вали   | Γκοραντεβάλι    | Ватия Харадра   | Βαθιά Χαράδρα      |                                                         |

| Име                   | Име       | Ново име    | Ново име    | Описание                                 |
| --------------------- | --------- | ----------- | ----------- | ---------------------------------------- |
| Едринес               | Έντρινές  | Агнатия     | Άγνάντια    | връх във Вич на ЮЗ от Невеска (1508 m)   |
| Мериндзо или Мелиндзо | Μερίντζο  | Псиломата   | Ψηλώματα    | връх във Вич на ЮЗ от Невеска (1626,5 m) |
| Темни връх            | Τέμνη Βρί | Мавро Дасос | Μαϋρο Δάσος | връх във Вич на ЮЗ от Невеска (1780,6 m) |
| Дзена                 | Τζένα     | Дзени       | Τζένη       | връх във Вич на С от Невеска (1583 m)    |

Според изследване от 1993 година селото е чисто влашко.
В 1993 година цялото село е обявено за защитен паметник, като забележителен архитектурен комплекс.
До 2011 година селото е самостоятелна община (кинотита) в ном Лерин.

### Преброявания
- 1913 – 1857 жители
- 1920 – 1176 жители
- 1928 – 1241 жители
- 1951 – 360 жители
- 1961 – 275 жители
- 1971 – 130 жители
- 1981 – 158 жители
- 2001 – 413 жители
- 2011 – 132 жители

## Личности
Поради слабата румънска пропаганда в Невеска, жителите на паланката си остават предимно с гръцко национално съзнание. От Невеска са участниците в Гръцката война за независимост Андон Журка и Накас Невески. Роднината на Андон Журка Васил Журка е виден хайдутин от втората половина на XIX век. Жан Нику (1876 – 1930) е виден шведски тютюнев индустриалец. Михаил Цирлис и Такис Голнас са участници в гръцката въоръжена пропаганда в Македония.